# Procentenhet
Procentenhet är ett begrepp som används för att uttrycka den aritmetiska differensen av två procenttal. Procent anger storheten andel.

## Exempel
Antag att den relativa arbetslösheten ökar från 5 % till 6 % i ett land. Den relativa arbetslösheten har då ökat med 1 procentenhet. Det är också korrekt att säga att den relativa arbetslösheten ökat med 20 procent (eftersom talet 6 är 20 procent större än talet 5).

## Relaterade begrepp
- Procent (%)
- Promille (‰)
- Promilleenhet
- Baspunkt (finansiell punkt, hundradels procentenhet)
- Parts per million (ppm) – miljondel
- Parts per billion (ppb) – miljarddel
- Parts per trillion (ppt) – biljondel
- Parts per quadrillion (ppq) – biljarddel